# Louis Comfort Tiffany
Louis Comfort Tiffany (New York, 18 febbraio 1848 – New York, 17 gennaio 1933) è stato un artista e designer statunitense.
È famoso per le sue creazioni Art Nouveau in mosaici di vetro legato a stagno, detto vetro Tiffany. Fu anche pittore e creatore di gioielli ed elementi di arredo.

## Biografia
L.C. Tiffany era figlio di Charles Lewis Tiffany, cofondatore della famosa società di gioielleria Tiffany & Co.. I suoi primi studi artistici furono di pittura, allievo di George Inness e Samuel Coleman a New York, e Léon Bailly a Parigi.
All'età di 24 anni si interessò alla fabbricazione di oggetti artistici in vetro e nel 1885 fondò una propria azienda vetraria, dove ideò un processo per la produzione di vetro opalescente che egli promuoveva, quando altri artisti ritenevano migliore il vetro trasparente. Un rivale di Tiffany su questo argomento fu il vetraio John La Farge. Entrambi i punti di vista erano motivati dagli ideali del movimento Arts and Crafts fondato da William Morris in Inghilterra.
Nel corso delle sue innovazioni, Tiffany sviluppò una tecnica distintiva che implica l'uso di sottili strisce di rame per avvolgere e fissare pezzi di vetro, dando vita così a creazioni con disegni dettagliati. Questa tecnica, che ha permesso la creazione di strutture tridimensionali come paralumi, si è evoluta nel tempo e oggi, il metodo Tiffany viene applicato non solo al vetro, ma è stato esteso alla creazione di piccoli oggetti decorativi e gioielli che utilizzano materiali come pietre dure e ceramica.
Nel 1893 la sua azienda introdusse una nuova tecnica, Favrile, per realizzare per soffiatura a mano vasi e coppe. Altra attività principale era la produzione di vetrate a mosaico, ma la sua azienda progettava una gamma completa di elementi di arredo. Egli dedicò tutta la sua competenza alla decorazione della sua nuova casa a Laurelton Hall, sulla Oyster Bay a Long Island, completata nel 1904. La casa fu donata alla sua fondazione per gli studenti di arte assieme a 24,3 ha di terreno, ma venne distrutta da un incendio nel 1957.
Tra le aziende fondate da Tiffany troviamo la L.C. Tiffany & Associated Artists, la Tiffany Glass Company, i Tiffany Studios, le Tiffany Furnaces, e le L.C. Tiffany Furnaces.
L. C. Tiffany divenne membro della Society of American Artists nel 1877, della National Academy of Design nel 1880, della American Water Color Society e della Societé des Beaux Arts. Nel 1900 ricevette la carica di Cavaliere della Legion d'Onore.
Morì il 17 gennaio 1933 e venne sepolto nel Green-Wood Cemetery a Brooklyn, New York, USA.

## Importanti collezioni di vetri Tiffany
Molti esempi del suo lavoro sono conservati al Metropolitan Museum of Art di New York. Questa mostra presenta vetri colorati, mosaici murali in vetro, lampade da scrivania e vasi in vetro, e comprende un frigo in vetro colorato raffigurante dei fiori di glicine con delle colline sullo sfondo.
Un'unica sezione trasversale di vetrate di Tiffany si trova allo Smith Museum of Stained Glass di Chicago, dove possono essere viste a fianco di altri importanti stili di vetrate colorate. Sempre a Chicago si trova la più grande collezione esistente di vetrate Tiffany nella loro collocazione originale. Si trovano alla Seconda chiesa Presbiteriana (vicino al distretto storico di Prairie Avenue).
Il Charles Hosmer Morse Museum of American Art, a Winter Park, in Florida, sostiene di ospitare la più completa collezione di opere di Tiffany. Molti oggetti provengono dalla sua residenza, Laurelton Hall; la collezione Morse è la più grande collezione rimanente di questi oggetti.
Un'altra si trova in un museo della piccola città inglese di Accrington, la Haworth Art Gallery. Questa collezione venne donata da un uomo del posto, Josepth Briggs, che lasciò l'Inghilterra nel 1891, e che lavorò per molti anni con L.C. Tiffany a molti progetti, essendo tra le altre cose il manager di Tiffany. La collezione personale di Briggs venne donata alla città nel 1933.

## Galleria d'immagini

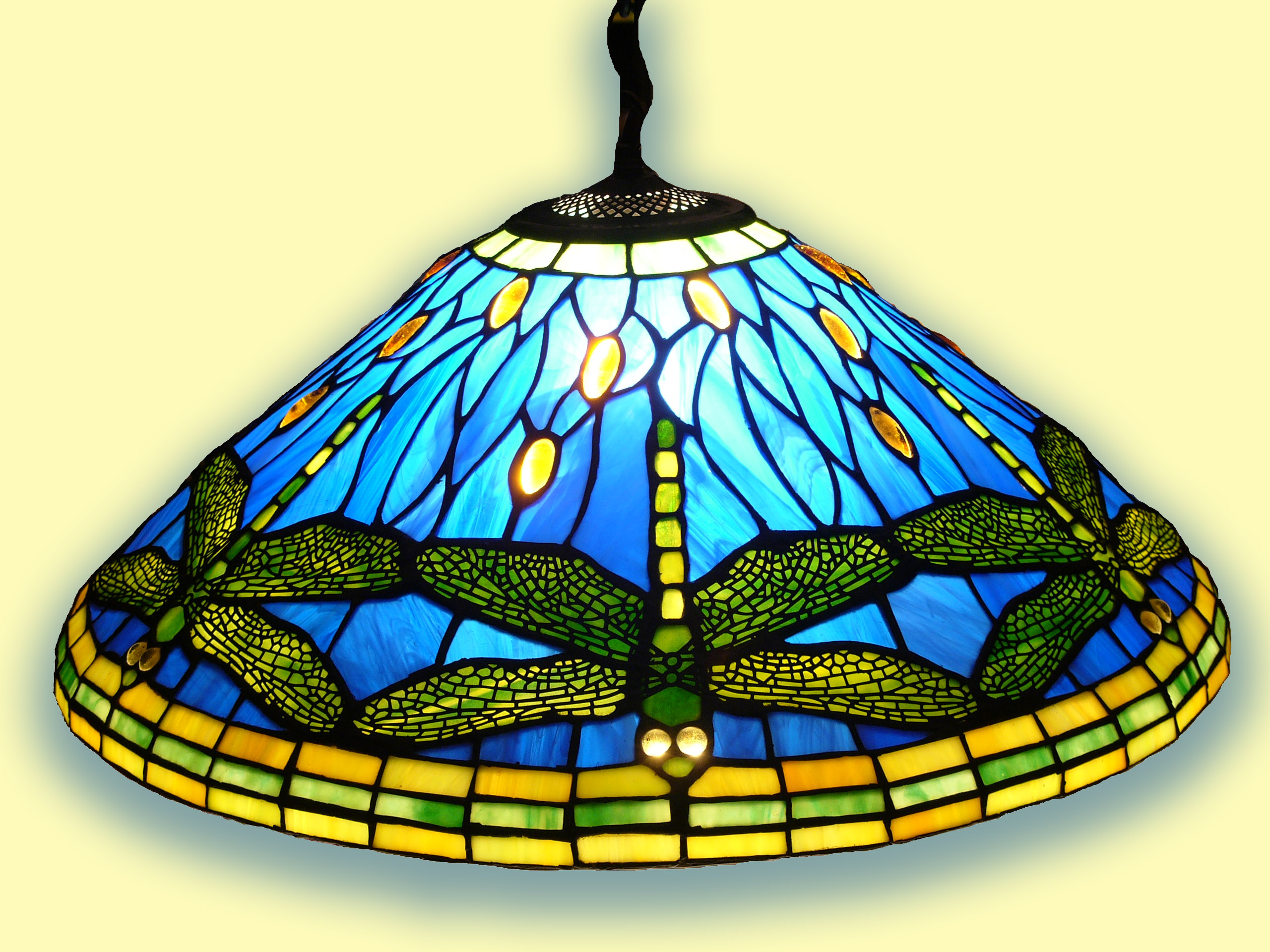
Dragonfly
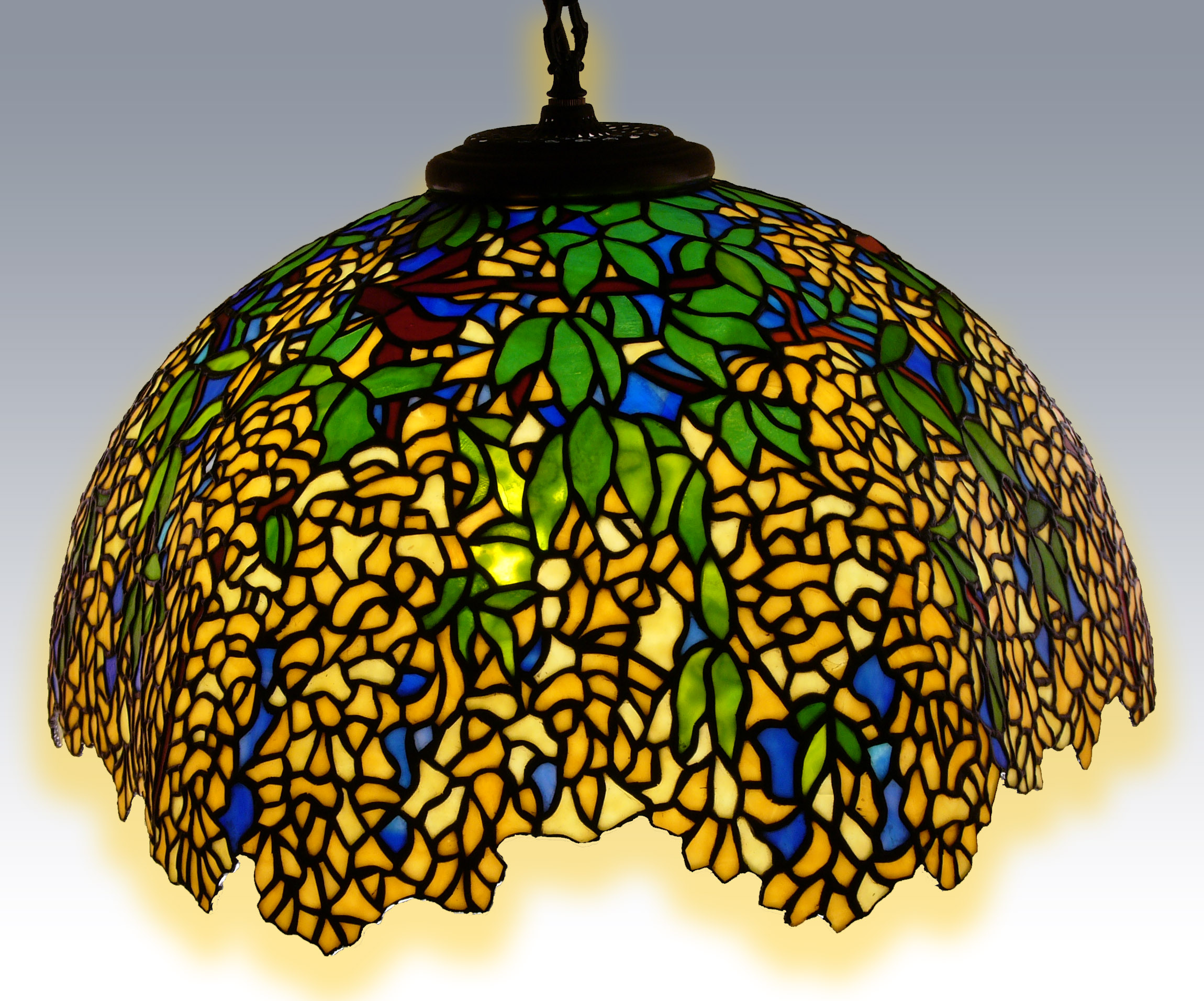
Laburnum
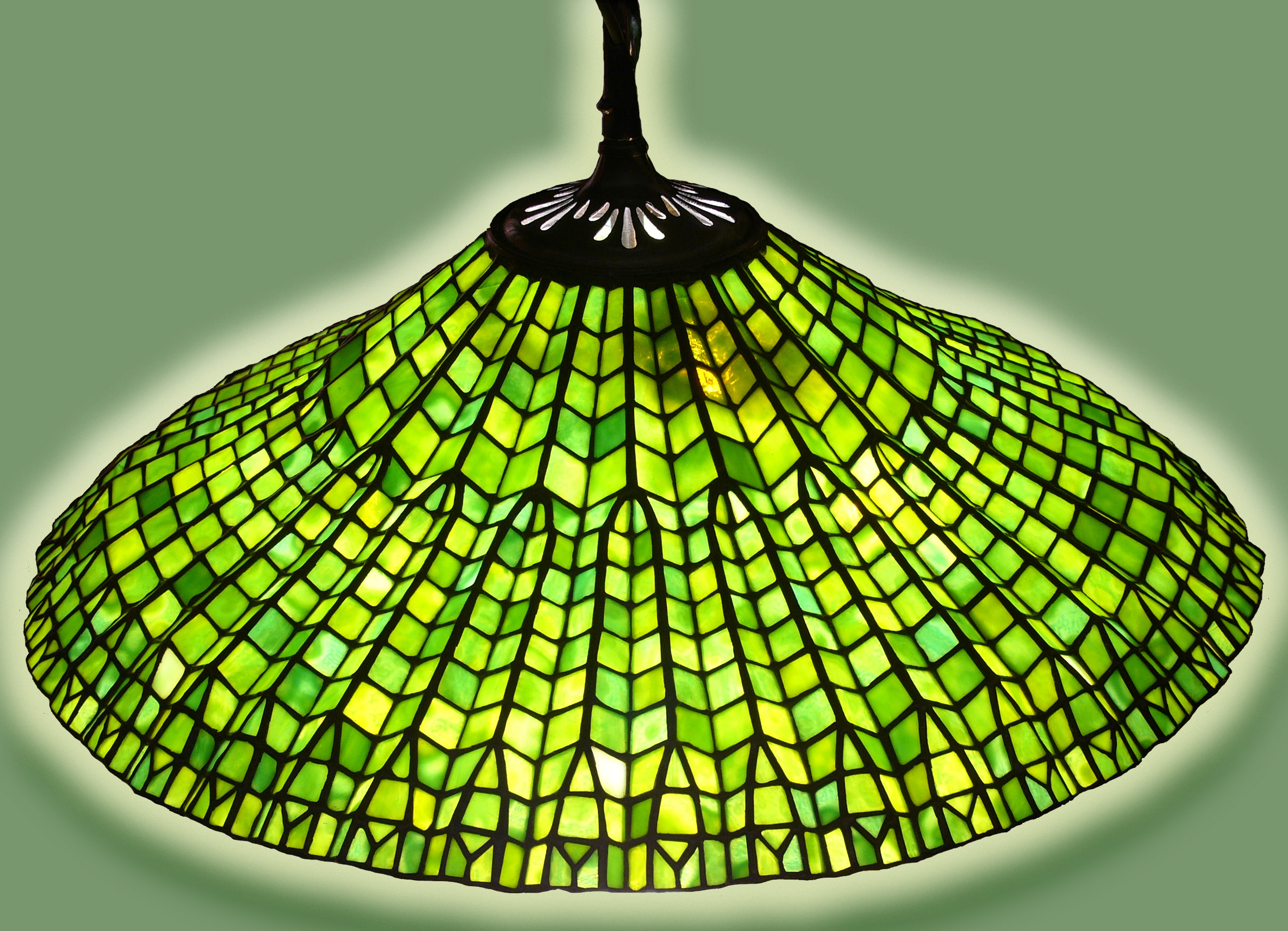
Lotus leaf